# أيلين موريسون
أيلين موريسون (بالإنجليزية: Aileen Morrison)‏ هي تريثلت بريطانية، ولدت في 15 يونيو 1982 في ديري في أيرلندا الشمالية.

## وصلات خارجية
- أيلين موريسون على موقع اتحاد الترياتلون الدولي (الإنجليزية)
- أيلين موريسون على موقع IAT Triathlon Database (الإنجليزية)
- أيلين موريسون على موقع اللجنة الأولمبية الدولية (الإنجليزية)
- أيلين موريسون على موقع أوليمبيديا (الإنجليزية)
- أيلين موريسون على موقع اتحاد ألعاب الكومنولث (مؤرشف) (الإنجليزية)